# Paulo Roberto de Oliveira Júnior
Paulo Roberto de Oliveira Júnior (* 11. August 1977 in São João de Meriti), auch Paulo Roberto genannt, ist ein ehemaliger brasilianischer Fußballspieler.

## Karriere
Paulo Roberto de Oliveira Júnior stand von Ende 2005 bis Ende Januar 2006 beim israelischen Verein Hapoel Nazareth Illit unter Vertrag. Wo er vorher gespielt hat, ist unbekannt. Der Verein aus Nof HaGalil spielte in der höchsten israelischen Liga, der Ligat ha’Al. Für den Verein absolvierte er sechs Erstligaspiele. Wo er von Februar 2006 bis Juni 2007 unter Vertrag stand, ist unbekannt. Am 1. Juli 2007 verpflichtete ihn der albanische Verein KS Flamurtari Vlora aus Vlora. Im Juni 2008 ging er nach Thailand. Hier unterschrieb er einen Vertrag beim Pattaya United FC. Der Verein aus Pattaya spielte in der ersten Liga, der Thai Premier League. Wie lang er dort unter Vertrag stand, ist unbekannt. 2016 spielte er in Brasilien beim Rio Branco AC in Vitória.